# I Loved Yesterday
Albums de Yui
Can't Buy My Love
(2007) My Short Stories
(2008)
Singles
1. My Generation
Sortie : 13 juin 2007
2. Love & Truth
Sortie : 29 septembre 2007
3. Namidairo
Sortie : 27 février 2008

I Loved Yesterday est le troisième album de la chanteuse japonaise Yui sorti le 9 avril 2008.

## Liste des titres
Toutes les paroles sont écrites par Yui, toute la musique est composée par Yui, sauf indication.
| No  | Titre           | Musique | Arrangement(s)           | Durée |
| --- | --------------- | ------- | ------------------------ | ----- |
| 1.  | Laugh away      |         | Suzuki "Daichi" Hideyuki | 4:19  |
| 2.  | My Generation   |         | Suzuki "Daichi" Hideyuki | 3:53  |
| 3.  | Find me         |         | Suzuki "Daichi" Hideyuki | 3:35  |
| 4.  | No way          | Cozzi   | Cozzi                    | 1:16  |
| 5.  | Namidairo       |         | Suzuki "Daichi" Hideyuki | 3:33  |
| 6.  | Daydreamer      | Cozzi   | Cozzi                    | 3:35  |
| 7.  | Love is all     |         | Suzuki "Daichi" Hideyuki | 4:24  |
| 8.  | I will love you | Cozzi   | Cozzi                    | 4:21  |
| 9.  | We will go      |         | Suzuki "Daichi" Hideyuki | 3:02  |
| 10. | Oh Yeah         |         | Suzuki "Daichi" Hideyuki | 3:12  |
| 11. | My friend       |         | SHIGEZO                  | 3:13  |
| 12. | Love & Truth    |         | Suzuki "Daichi" Hideyuki | 4:18  |
| 13. | Am I wrong?     |         | Suzuki "Daichi" Hideyuki | 3:35  |

### Version Limitée
La version limitée de I Loved Yesterday contient un DVD dans lequel on retrouve un extrait d'un concert enregistré au Budokan ainsi que les clips :
- Good-bye Days
- I Remember You
- Rolling Star
- CHE.R.RY
- Live at Budokan Premium Edition